# Ойильський сільський округ
Ойи́льський сільський округ (каз. Ойыл ауылдық округі, рос. Ойыльский сельский округ) — адміністративна одиниця у складі Кзилкогинського району Атирауської області Казахстану. Адміністративний центр — село Жаскайрат.
Населення — 2263 особи (2021; 2298 у 2009, 2499 у 1999, 2538 у 1989).
Станом на 1989 рік існувала Уїльська сільська рада (села Аккала, Даулетіман, Жаскайрат, Казбек, Ойтан). 2013 року ліквідовано село Балабеїт.

## Склад
До складу округу входять такі населені пункти:
| Населений пункт     | Колишні назви | Населення, осіб (1989) | Населення, осіб (1999) | Населення, осіб (2009) | Населення, осіб (2021) |
| ------------------- | ------------- | ---------------------- | ---------------------- | ---------------------- | ---------------------- |
| Аккора, село        | Аккала        | 57                     | 275                    | 119                    | 112                    |
| Жаскайрат, село     | -             | 1722                   | 1937                   | 2026                   | 2137                   |
| --Балабеїт, село    | Казбек        | 323                    | 287                    | 109                    | -                      |
| ---Даулетіман, село | -             | 277                    | -                      | 44                     | 14                     |
| Ойтан, село         | -             | 159                    | -                      | -                      | -                      |